# توني هاينز
توني هاينز (بالإنجليزية: Tony Haynes)‏ هو كاتب أغاني وشاعر أمريكي، ولد في 5 أغسطس 1960.

## وصلات خارجية
- توني هاينز على موقع IMDb (الإنجليزية)
- توني هاينز على موقع ميوزك برينز (الإنجليزية)
- توني هاينز على موقع ديسكوغز (الإنجليزية)